# José María Argoitia
José María Argoitia Acha (Galdakao, 18 gennaio 1940) è un ex calciatore spagnolo.

## Carriera
Cresciuto nel Baskonia, viene acquistato dall'Athletic Bilbao, con cui debutta in Primera División spagnola il 2 ottobre 1960 nella partita Siviglia-Athletic (3-1). Milita quindi per dodici stagioni con i rojiblancos, con cui disputa 308 incontri (230 di campionato) e vince una Coppa del Re.
Conclude la carriera nel 1973 dopo un'ultima stagione divisa tra Sestao e Racing Santander.

## Palmarès

### Club

#### Competizioni nazionali
- Coppa di Spagna: 1

Athletic Club: 1969

#### Competizioni internazionali
- Pequeña Copa del Mundo: 1

Athletic Club: 1967